# Zabadáni csata (2015)
A zabadáni csata 2015. július 3. és szeptember 24. között, a szíriai polgárháború keretében lezajlott összecsapás, melyet a szír hadsereg és a Hezbollah indított Zabadáni visszafoglalásáért.

## Előzmények
Korábban voltak olyan – később kudarcba fulladt – próbálkozások, melyek fő célja Zabadániban a kormányerők és felkelők közötti ellenségeskedés békés kezelése lett volna.

## A csata

### Zabadáni bekerítése
2015. július 3-án a szír hadsereg és a Hezbollah támadást indított Zabadáni ellen, és a jelentések szerint Qalaat Al-Tal hegyét rögtön el is foglalták. Másnap betörtek Zabadániba, és a jelentések szerint annak déli részét, nevezetesen Jamiyat környékét azonnal el is foglalták. A hírügynökségi jelentések szerint a polgári lakosság elhagyta a várost. A július 5-i hírek szerint a felkelők elaknásították a várost, a saját területeket pedig körbebástyázták, és heves utcai harcokra készültek.
Hat napnyi harc után a Szír Hadsereg és a Hezbollah már a város felét irányította. Ezen a napon a Szír Hadsereg hatásos rajtaütést mért az al-Nuszra Front egyik Zabadáni melletti faluban, Al-Zahraban lévő bázisára. Több helyszínt is megszereztek, ahol a Szír Arab Légierő légi támogatása is hathatós segítségnek bizonyult. Július 12-re a Hezbollah már mélyen behatolt Zabadániba, elfoglalta az Al-Zahra Kastélyt, a város nyugati részének túlnyomó részét és délen Al-Zalah környékét.
Július 13-án a kormányerők elfoglalták a város délkeleti részén fekvő Hay al-Sultanit,, így minden déli bejáratot lezártak, és elvágták az összeköttetést a közeli Madayaval. A Hezbollah-közeli[Al-Manar televíziós csatorna szerint 200 felkelő, a kormány seregének 16 és a Hezbollah 12 katonája halt meg a harcok kezdete óta, míg ezalatt 43 felkelőt fogságba ejtettek. Július 14-én a kormány seregei leromboltak egy 360 méter hosszú, az országút alatt átvezető alagutat, mely Zabadánit Madayaval kötötte össze. Aznap a hadsereg elfoglalta a Kahraba körforgalmat, az al-Asfar utat, és megerősítette Zabadáni bejáratainál az ellenőrzést. Az est leszállta előtt a hadsereg még megszállta a Jamal ‘Abdel-Nasser út mellett üresen hagyott villákat, melyeket korábban a felkelők használtak.
Július 15-re a Szír Haderő és a Hezbollah nagy erőkkel vonult a város központja felé, és hatékonyan körbe tudta keríteni a felkelők erődítményeit a városban. A Hezbollah és a Szír Hadsereg 4. Gépész Osztagának 63. Dandárja felszólította a felkelőket hogy vagy megadják magukat, vagy meghalnak. Július 16-i jelentések szerint a Szír Hadsereg és a Hezbollah szorosabbra fonta a város körüli ostromzárat, miután a felkelők sikertelen ellentámadást kíséreltek meg a város déli részén, és ugyanakkor kezdtek elapadni a felkelők utánpótlásai is. Más jelentések arról számoltak e, hogy az al-Nuszra Front egy tucatnyi fegyverese megadta magát a kormány seregeinek.
Július 18-án a Szír Hadsereg arról számolt be, hogy lesből támadó katonák több mint 40 felkelőt öltek meg. Zabadániban. Másnap három felkelőt öltek meg a kormány orvlövészei, miközben megpróbáltak behatolni az ostrom alatt álló városba. Ekkorra az ellenzék oldalán álló Szír Emberi Jogi Megfigyelő Szervezet (az SOHR) szerint a hadsereg és a Hezbollah Jamiyat jelentős részét elfoglalta, valamint megszerezte a város északnyugati és délkeleti részeit is, így teljesen körbevette azt, és a várost teljesen az ellenőrzése alatt tartja
Július 21-én a hadsereg elfoglalta a Zabadáni körüli síkságot, miközben továbbra is az al-Nuszra Zabadáni és Madaya közötti fő utánpótlási alagútját keresték. Ekkor még mindig nem sikerült a hadseregnek a város óvárosi kerületeibe behatolni, ahol a felkelők egyik csoportja elbarikádozta magát. Ez annak volt köszönhető, hogy a város hegyvidéki területen feküdt, a felkelők pedig jó helyismerettel rendelkező helybéliek voltak, működtek az utánpótlási útvonalak, és minden felkelő ugyanahhoz a parancsnokhoz tartozott. Zabadáni ostromlása alatt eddig 600 hordóba rejtett bombát dobtak le a városra. Másnap, miután a felkelők a heves légi támadások és a rakéták hatására kivonultak a város egyes részeiből ezeket a területeket a hadsereg foglalta el. Állítólag megszerezték a Baradat Zabadánival összekötő útvonalat is.
Július 22-én a Szír Hadsereg az alföldekről indított támadást követően újabb területeket foglalt el Zabadáni külvárosaiban. Másnap megismételték a felkelőknek korábban adott „vagy a megadás, vagy a halál” ultimátumukat, és hozzátették, hogy mivel már a Madaya közelében fekvő Al-Marawahz is elfoglalták, ez volt az utolsó figyelmeztetésük. A felkelők július 24-ről 25-re virradó éjszaka egy meglepetésnek ható támadást indítottak, melyben több kormányzati ellenőrző pontot elfoglaltak. Július 25-én a felkelők behatoltak a városba, és egy kiáltványban sürgették a többi felkelő csoportot, hogy küldjenek támogatást a helyszínre. Ugyanakkor az ENSZ-t és [Staffan de Mistura csapatát is azzal vádolta, hogy összejátszanak Bassár el-Aszaddal. Ekkorra a felkelők már három kilométernyire behatoltak a város belsejébe.
Július 30-án a Szír Hadsereg és a Hezbollah megpróbálta kelet felé, a Barada utcán túlra kiszorítani az ellenséget, miközben 30 felkelőt megöltek. Fő céljuk az volt, hogy közelebb kerüljenek a belvárosi részekhez. Előző nap a Szíriai Arab Légi Erő 40 bombát dobott le a városra. Augusztus 3-ra a felkelők által ellenőrzött területek mérete jelentősen lecsökkent. Ugyanezen a napon egy három órás csatát követően a Hezbollah és a kormányerők elfoglalták Mahatat. A kormány hírei szerint csapataik aznap több mint 300 gránátot és rakétát lőttek ki. Fő céljuk a központ bekerítése volt. Augusztus 4-re a felkelők jelentős területeket vesztettek a térségben, a kormány hírforrásai pedig arról számoltak be, hogy a végső rajtaütésig már csak néhány nap van hátra.

### Utcai összecsapások és a tűzszünet
Augusztus 5-én kiderült, hogy az egyik felkelői csoport a libanoni kormányon keresztül olyan megállapodást próbált tető alá hozni, mely alapján szabadon elhagyhatják a várost, és ezért cserébe 30.000 Al-Fou’aa és Kafraya városaiban ragadt polgár szabadon elhagyhatja a városokat. Az SOHR jelentsei szerint a kormányerők újabb területeket foglaltak el. Másnap már olyan hírek jelentek meg, hogy a tárgyalások sikertelenül végződtek, és a kormány csapatai a város központja felé tartottak, és már a belvárosban voltak. Augusztus 7-ig a felkelők újabb területeket vesztettek el, ezen kí vül a katonái közül is többen meghaltak, az al-Nuszra Front és a FSA a Hikmat út körüli területre szorult vissza.
Augusztus 8-án a szír kormány bejelentette, hogy csapataik áttörték a felkelők védvonalait, és behatoltak Zabadáni belvárosi területeire, és elfoglalták a központi autóbusz-pályaudvar. A hadsereg elpusztított egy parancsnoki és irányító központot, így a felkelők már nem tudtak kapcsolatba lépni a fegyveres egységeikkel. Augusztus 9-i jelentések szerint a Nemzetvédelmi erőket és a Hezbollahot már csak méterek választották el a város központjától.
Augusztus 10-én a szír erők elfoglalták az Ali imám-mecsetet, miközben a Hezbollah előretört a déli területeken. Az SOHR jelentése szerint a felek között még mindig folytak a tárgyalások. Iráni közvetítéssel másnap 48 órás tűzszünetet kötöttek. Ekkor a fegyveresek busszal elhagyhatták volna a várost, de de egyes felkelői csoportok még mindig haboztak, hogy elfogadják-e a feltételeket, avagy ne. A megállapodást azonban az al-Nuszra Front felkelői azonban pár órával később felrúgták. A jelentések szerint Zabadáni 75%-a volt ekkor kormányzati kézen. Az Al-Manar szerint augusztus 13-án 40 iszlamista felkelő megadta magát a Szír Fegyveres Erőknek és a Hezbollahnak.
Augusztus 15-én a tűzszünet hivatalosan is véget ért, mikorra a hadsereg már a város 85%-át tartotta ellenőrzése alatt. A teljesen körbevett felkelők most már csak az alagutakon keresztül juthattak utánpótlásokhoz és erősítéshez. Mivel nem tudtak megállapodni, hogy hány bebörtönzött felkelőt engedjenek szabadon a kormányzat által ellenőrzött börtönökből, a tűzszüneti tárgyalások nem sokkal később megszakadtak.
Augusztus 17-én az SAA és a Hezbollah erős légi támogatás mellett 40 épületet elfoglalt, miközben 16 felkelőt megöltek. Ezután a kormány ultimátumot adott a felkelőknek, hogy vagy megadják magukat, vagy az utolsó leheletükig harcolnak. Az ultimátum 72 órás volt, mely augusztus 20-án járt le. Ebben amnesztiát ígértek az ez idő alatt magukat megadók részére. Augusztus 18-án öt felkelői csoport megadta magát, hogy ügyüket egy damaszkuszi amnesztiabizottság előtt tárgyalhassák ki. A többi felkelő azonban egy olyan békeszerződés megkötésében bízott, amit török és iráni segítséggel hozhatnak tető alá.
Augusztus 20-án a szír hadsereg megindította Zabadáni ellen a végső támadást, melyben 22 felkelőt megöltek. A nap végére kormányzati hírek szerint a felkelők 1 km2 kivételével az összes területüket elveszítették. A hírt 23-án az SOHR is megerősítette, és hozzátette, hogy még mindig folytak harcok a városban. Augusztus 24-én a kormányközeli hírforrások arról számoltak be, hogy a Szír Hadsereg és a Hezbollah heves harcok után elfoglalta az Umar Al-Farouq mecsetet és az azt körülvevő lakóépületeket. Eközben a Harakat Ahrar Al-Sham és a Jabhat Al-Nusra 15 támadójával végeztek. Augusztus 26-án az SOHR is megerősítette a kormány előretörését.
Augusztus 26-án egy 40 órás tűzszünetet hirdettek ki, melyet szintén török és iráni közreműködéssel sikerült tető alá hozni. A felek közti tárgyalások a tűzszünet alatt tovább folytak. A túszcsere miatt azonban egy nappal későbbre, augusztus 28-ra halasztották a tűzszünet életbe lépését. A tűzszünet életbe lépéséhez két feltételt kötöttek. Az egyik, hogy a felkelők evakuálhassák a sebesült harcostársaikat. A másik pedig az, hogy a szír kormány humanitárius segélyt juttathasson két olyan városba, melyet a felkelők bekerítettek, Kafrayaba és Al-Fou’aaba. Ezen felül előírta a felek közti nem a harcok miatt őrizetbe vett foglyok kicserélését. Másnap azonban a felkelők megszegték a tűzszünetet, és a jelentések szerint lőni kezdték Kafraya és Al-Fou’aa területeit. Kormánypárti források szerint a rövid tűzszünet alatt nyolc felkelő adta meg magát. Augusztus 31-én a szír seegek megindultak a még a felkelők kezén lévő Madaya felé, annak 25%-át elfoglalták, miközben a levegőből továbbra is lőtték Zabadanit.
Szeptember 2-i a Szír Hadsereg és a Hezbollah Zabadáni 70-75%-át foglalta el. A kormánypárti források szerint már csak mindössze 100 m2-t uralnak a felkelők a város területéből. Szeptember 3-án a hadsereg és a Hezbollah a végső támadásra készült, hogy teljesen elfoglalja a várost, mert a nap folyamán jelentősen haladtak a cél felé. Kormánypárti források szerint a hadsereg elfoglalta a felkelők tábori kórházát és több más épületet, miközben 15 felkelőt megöltek, további 6 pedig megadta magát.Az offenzíva végére már csak mintegy féltucatnyi háztömb volt a felkelők kezén. Ezt később az SOHR is megerősítette. A kormányzati források később módosították a felkelők kezén lévő terület nagyságát, és az új közlemény szerint 250 m2 volt még az ő birtokukban.
Szeptember 5-én kormányzati források szerint a hadsereg elfoglalta Zabadáni belvárosának északkeleti részét, Al-Nabwa’ környékét, miközben 15 harcost megöltek. A felkelők felkérték Törökországot, hogy a továbbiakban is közvetítsen az ellenérdekű felek között, hogy megindulhassanak a félbeszakadt tárgyalások. Szeptember 7-én a hadsereg újabb területeket foglalt el, többek között a Dawar Al-Saylaan kéürnyéket és a stratégiai fontosságú autóbusz-állomást. Az utóbbi helyszín 2011. óta folyamatosan a felkelők kezén volt.
Szeptember 13-án a felkelők megpróbálták áttörni az ostromgyűrűt, ahol mérsékelt sikereket sikerült elérniük. Később azonban a kormány arról számolt be, hogy a felkelőket visszaszorította, és 18 felkelőt megöltek, 11-et pedig fogságba ejtettek. A fogságba ejtettek az amnesztia lehetősége miatt elárulták bajtársaik hollétét, s ennek hatására a kormányerők 8 utcai blokádot meg tudtak szerezni Al-Nabua kerületében.
Szeptember 17-én a hadsereg bejelentette, hogy elfoglalta Ayn al-Himma, Al-Maydani, Al-Kubra és Al-Adaima kerületeit.
Szeptember 19-én a kormány jelentései szerint még tovább haladtak, és elfoglalták al-Nabua kerületét, miközben 13 felkelőt megöltek.
Szeptember 20-án egy harmadik tűzszünetről számoltak be, mely egyaránt vonatkozott Zabadánira és a felkelők által körülzárt, a hadsereg kezén lévő Al-Fou’aa és Kafraya városokra. Kormányzati források azonban arról számoltak be, hogy a felkelők még mindig lőtték Al-Fou’aa és Kafraya területeit. The ceasefire lapsed on 21 September.

### Megállapodás az ENSZ segítségével
Szeptember 24-én az ENSZ bejelentette, hogy több mint 2 hónapnyi ostrom után sikerült az ellenérdekű felek között egy megállapodást létrehozni. A megállapodás szerint a még körülzárva ott lévő felkelő elhagyják a kormány kezére került Zabadánit, és átadják a város irányítását s szír hadseregek, miközben minden fegyverüket átadják, és kivonulnak Idlib kormányzóság területére. Az Al-Fu'ah és Kafriya síita, még mindig a kormány kezén lévő falvakból az ott maradt mintegy 10.000 lakost evakuálják. De mintegy 4.000 katona továbbra is a helyszínen marad. A tervek szerint ez teljes egészében 6 hónap alatt lép életbe, és ezalatt minden érintett területre kiterjedően tűzszünetet hirdetnek. Mindkét oldal sebesültjeinek az evakuálását már szeptember 25-én megkezdték. Egy másik kitétel hozzátette, hogy a szír fogságban lévő felkelők közül 500-at szabadon engednek. A megállapodás teljesülését az ENSZ damaszkuszi kirendeltsége felügyeli. Az SOHR azonban arról számolt be, hogy szeptember 26-án az NDF-fel vívott harcokban az egyik felkelőt Al-Fou’aa és Kafraya között megölték.
Szeptember 26-án elhagyta Zabadánit az első busz, mely felkelőket szállított a városból Idlib kormányzóságába.
A szeptember 27-i számos összetűzés ellenére hivatalosan a tűzszünet még mindig érvényben volt.
A tűzszünet életbe lépése után az SAA és a Hezbollah a csapatait átcsoportosította a Kalamún-hegység még mindig a felkelők kezén lévő területeire. Ezek a déli részen fekvő Jaroud Rankous körül egy kisebb és az északi részen fekvő Jaroud Qarah környékén ez nagyobb terület. A Hezbollah ezen kívül mindent megtett, hogy visszafoglalja a libanoni határon lévő Arszált, az al-Nuszra Front és az ISIL legnagyobb utánpótlási forrását a Kalamún-hegységben folyó harcaihoz.
Október 10-én a felkelők egy csoportja azt mondta, a tűzszünet lényegében hatálytalanná vált, miután Oroszország beavatkozott a szíriai polgárháborúba.
Október 13-án a tűzszünet jegyében 150-200, addig a felkelők ellen Zabadániban harcoló Hezbollah-katonát átvezényeltek Aleppo környékére, ahol egy nagyarányú offenzívára készültek.

## Lásd még
- Kalamúni offenzíva (2015. május–június)